# Spalacopsis unicolor
Spalacopsis unicolor là một loài bọ cánh cứng trong họ Cerambycidae.